# Kontraktion (Mathematik)
Eine Kontraktion ist in der Analysis und verwandten Gebieten der Mathematik eine  Abbildung einer Menge {\displaystyle M} in sich selbst, die die Abstände zwischen zwei beliebigen Punkten von {\displaystyle M} mindestens so stark verringert wie eine zentrische Streckung mit einem festen Streckungsfaktor {\displaystyle \lambda <1}, also die Menge bei mehrfacher Anwendung „in sich zusammenzieht“ (kontrahiert). Anschaulich erscheint klar, dass durch fortgesetzte Anwendung einer solchen Kontraktion die Ausgangsmenge nach und nach auf eine „beliebig kleine“ Teilmenge abgebildet wird und sich schließlich (könnte man nur unendlich oft abbilden) auf einen Punkt zusammenzieht. Dass diese intuitive Vermutung in sehr allgemeinen Fällen in einem präzisierten Sinn zutrifft, lässt sich mathematisch beweisen. Sätze, die Aussagen über die Existenz des „Grenzpunktes“ der  Kontraktion, seine Berechnung oder den Näherungsfehler nach endlich vielen Schritten (Iterationen) machen, werden als Kontraktionssätze oder Fixpunktsätze bezeichnet.

## Definition
{\displaystyle (M,d)} sei ein metrischer Raum. Eine Abbildung {\displaystyle \varphi \colon M\to M} heißt Kontraktion, wenn es eine Zahl {\displaystyle \lambda \in [0,1)} gibt, so dass für alle {\displaystyle x,y\in M} gilt:
{\displaystyle d\left(\varphi (x),\varphi (y)\right)\leq \lambda \cdot d(x,y)}.
Man nennt die Abbildung dann auch kontrahierend oder auch kontraktiv auf {\displaystyle M}.
Anders ausgedrückt: Die Abbildung {\displaystyle \varphi } ist genau dann eine Kontraktion, wenn sie
1. die Menge {\displaystyle M} in sich abbildet und
2. eine Lipschitz-Bedingung mit einer Lipschitz-Konstanten {\displaystyle \lambda <1} erfüllt.

## Anwendung: Reeller Kontraktionssatz
Eine kontrahierende Selbstabbildung {\displaystyle f} eines Intervalles {\displaystyle I=[a,b]} besitzt genau einen Fixpunkt {\displaystyle \xi }.  Dieser kann durch die Iterationsfolge {\displaystyle x_{n+1}:=f(x_{n})} mit einem beliebigen Startwert {\displaystyle x_{0}\in I} berechnet werden. Für die Glieder der Iterationsfolge gilt die Fehlerabschätzung {\displaystyle |x_{n}-\xi |\leq {\frac {\lambda ^{n}}{1-\lambda }}|x_{1}-x_{0}|}.
Eine Verallgemeinerung dieses Satzes ist der Fixpunktsatz von Banach.

## Beispiele
- Sei {\displaystyle X\subseteq \mathbb {R} } und {\displaystyle f} eine reellwertige Funktion auf {\displaystyle X}, die auf {\displaystyle X} die Lipschitz-Bedingung mit {\displaystyle \lambda <1} erfüllt. Wenn es zu dem Startpunkt {\displaystyle x_{0}\in X} ein Intervall {\displaystyle I=[x_{0}-r,x_{0}+r]\subseteq X} gibt, auf dem {\displaystyle |f(x_{0})-x_{0}|<|(1-\lambda )r|} ist, dann ist die Funktion {\displaystyle f} eine kontrahierende Selbstabbildung von {\displaystyle I}. Ein Fixpunkt in {\displaystyle I} kann durch die Rekursionsfolge aus dem reellen Kontraktionssatz (s. o.) berechnet werden.

- Eine bekannte Anwendung des reellen Kontraktionssatzes ist das Heronverfahren zur Bestimmung der Quadratwurzel aus einer reellen Zahl {\displaystyle a>0}. Anstelle der zur Lösung vorgelegten Gleichung {\displaystyle x^{2}=a} löst man die Gleichung {\displaystyle x={\frac {x}{2}}+{\frac {a}{2x}}}, bestimmt also einen Fixpunkt der Funktion {\displaystyle f(x)={\frac {x}{2}}+{\frac {a}{2x}}}. Diese Funktion ist zum Beispiel auf dem Intervall {\displaystyle I=\left[{\sqrt {\frac {a}{2}}},\infty \right)}kontrahierend. Als Kontraktionskonstante kann {\displaystyle \lambda ={\tfrac {1}{2}}} gewählt werden. Da {\displaystyle f(x)\geq {\sqrt {a}}\implies f(x)\in \left[{\sqrt {\frac {a}{2}}},\infty \right)}für alle {\displaystyle x>0}, führt jeder positive Startwert nach einmaliger Anwendung der Funktion in das Intervall, auf dem die Funktion kontrahierend ist, sodass der reelle Kontraktionssatz greift. Der Fixpunkt {\displaystyle {\sqrt {a}}} der Funktion kann somit durch iterative Anwendung von {\displaystyle f} von jedem beliebigen positiven Startwert aus approximiert werden. In der Praxis ist es häufig sinnvoll, als Startwert {\displaystyle x_{0}=\max\{n\in \mathbb {N} \mid n^{2}<a\}} zu wählen.